# Drosophila aldrichi
Drosophila aldrichi is een vliegensoort uit de familie van de fruitvliegen (Drosophilidae). De wetenschappelijke naam van de soort is voor het eerst geldig gepubliceerd in 1940 door Patterson and Crow.